# Bartolo Sinibaldi
Pour les articles homonymes, voir Sinibaldi.
Bartolo Sinibaldi, dit Baccio da Sinibaldi (après 1469 - après 1535), est un sculpteur et un peintre italien de la haute Renaissance, actif à la fin du XVe et au début du XVIe siècle.

## Œuvres
- Cristo Crocefisso (Crucifixion),
- Maddalena penitente (Marie-Madeleine pénitente),
- Estasi della Maddalena (Extase de Marie-Madeleine),

## Sources
- x